# Magnus Svensson
Jan Tore Magnus Svensson (Vinberg, 10 de março de 1969) é um ex-futebolista sueco que atuou na Copa do Mundo de 2002. Se destacou no Halmstads BK e no Brøndby IF.

## Carreira
Gary Sundgren integrou a Seleção Sueca de Futebol na Eurocopa de 2000 e na Copa de 2002.